# 3866 Langley
3866 Langley este un asteroid din centura principală, descoperit pe 20 ianuarie 1988 de Henri Debehogne.